# Sultanatul de Rum
Sultanatul de Rum (sau Sultanatul Romei) (în turcă Anadolu Selçuklu Devleti ori Rum Selçuklu Devleti) este un stat care a existat între 1077–1194 cu capitala la Niceea (apoi la Iconium) și este continuatorul direct al imperiului Selgiuc.
Termenul de Rum vine de la cuvântul arab folosit pentru a denumi Imperiul Roman. Selgiucizii au denumit pământurile lor Sultanatul de Rum deoarece aceștia s-au stabilit pe teritoriul considerat mult timp roman sau bizantin de către musulmani. Statul uneori este numit și Sultanatul Konya (sau Sultanatul de Iconium).
Principalele capitale din Sultanat au fost: mai întâi la Niceea (Iznik) și apoi la Conia. Întrucât curtea de justiție a sultanatului a fost extrem de mobilă, orașe ca Sivas sau Kayseri au fost și ele capitale. În timpul expansiunii sale maxime Sultanatul cuprindea toată Anatolia centrală de la Antalya-țărmului Alanya, pe coasta mediteraneană, și până la teritoriul de la Sinop de la Marea Neagră. În est Sultanatul a absorbit  alte state turcești și a ajuns până la Lacul Van. Limita sa vestică a fost aproape de Denizli și porțile din bazinul Mării Egee.

Sultanatul selgiuc de Rum în 1097.

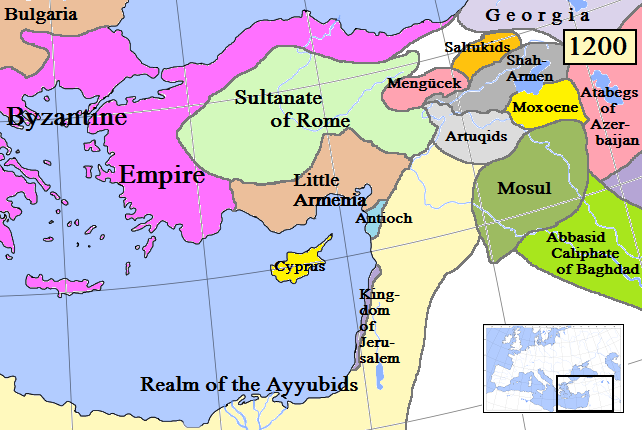
Sultanatul de Rum în 1200 și statele vecine.

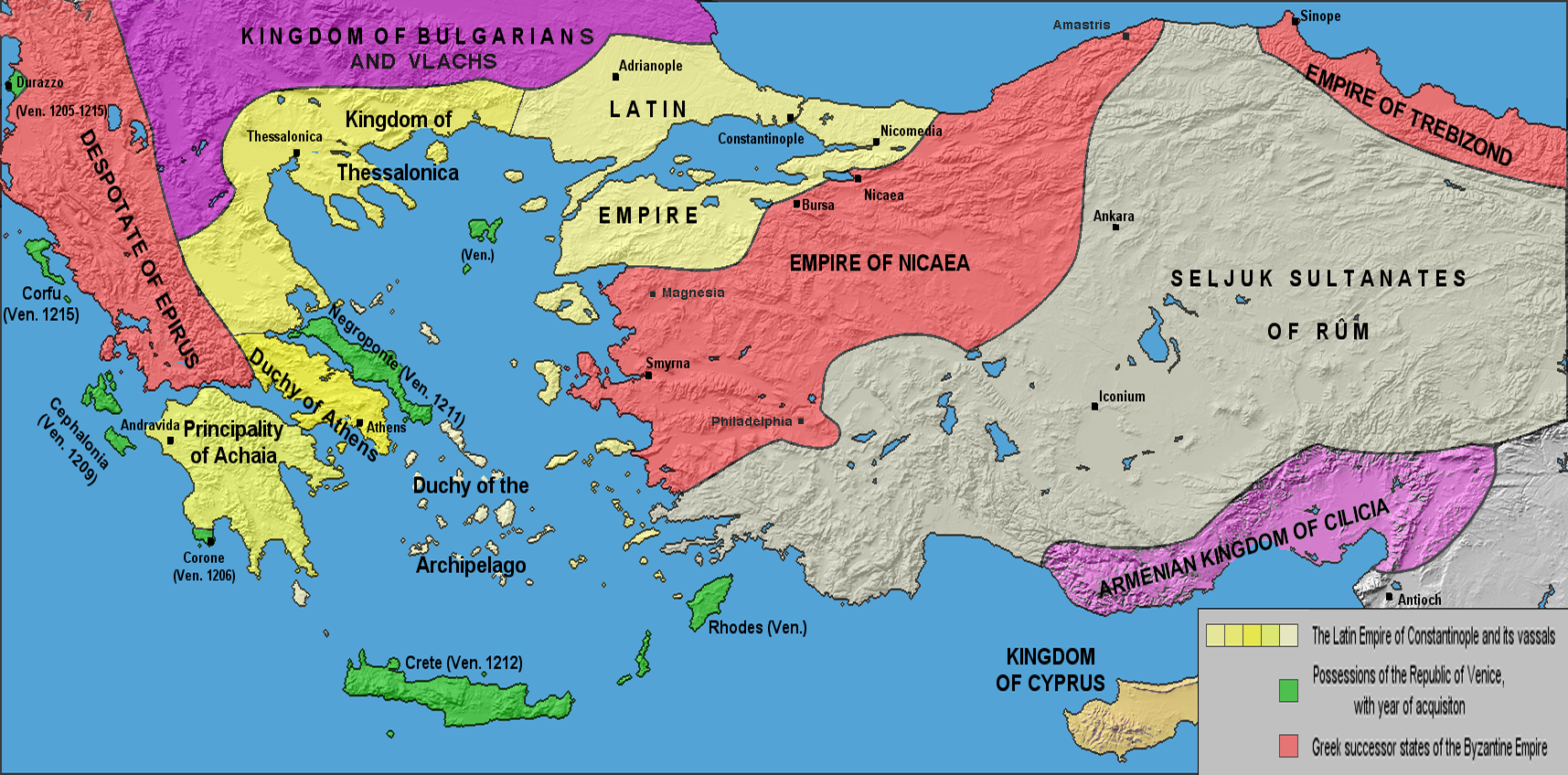
Harta politică a zonei în 1204.

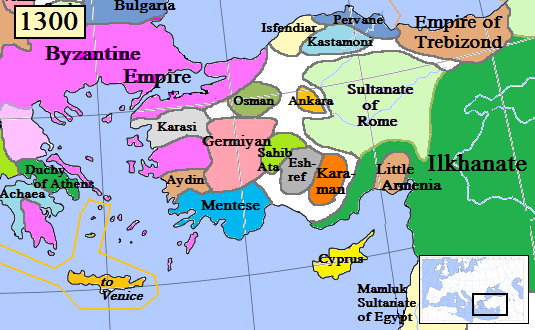
Prăbușirea Sultanatului de Rum sub mongoli în 1300.

## Apariția
În 1070 comandantul selgiucid Suleyman Kutalmish, un văr îndepărtat al lui Malik Shah și un fost pretendent la tronul Marelui Imperiu Selgiucid, a venit la putere în Anatolia de vest. În 1075 el a cucerit cetățile bizantine de la Niceea (Iznik) și Nicomidia (Izmit). Doi ani mai târziu, s-a declarat el însuși sultanul  unui stat independent selgiucid și a stabilit capitala la Iznik.

## Arta și arhitectura

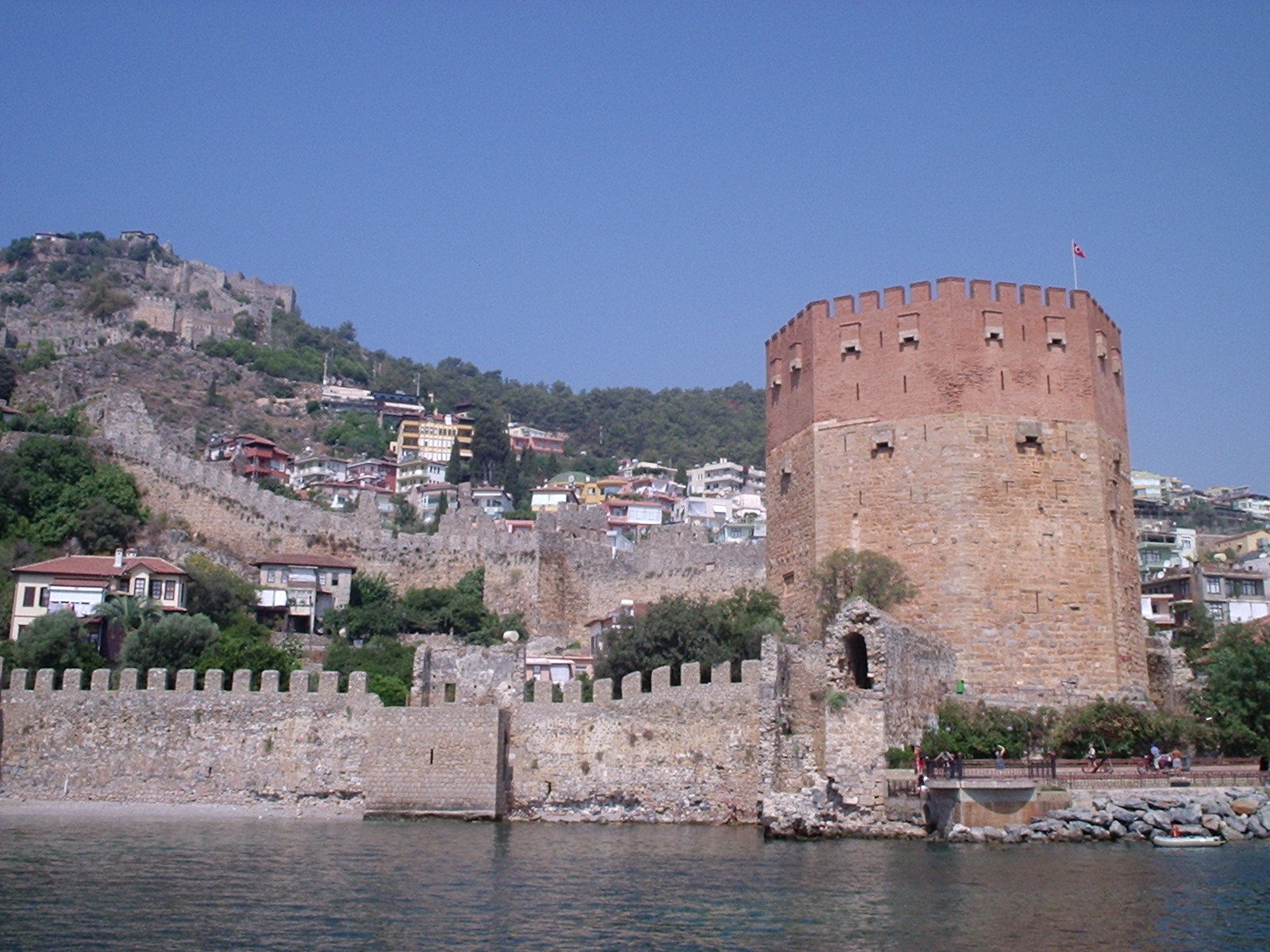
Kizil Kule (Turnul Roșu) construit între 1221–1226 de sultanul Kayqubad I în Alanya

Cu excepția secolelor al XII-lea și al XIII-lea, când sultanatul  a suferit de pe urma cruciadelor și invaziei mongole, în restul existenței sale este marcat de lucrări remarcabile de arhitectură și artă decorativă. 

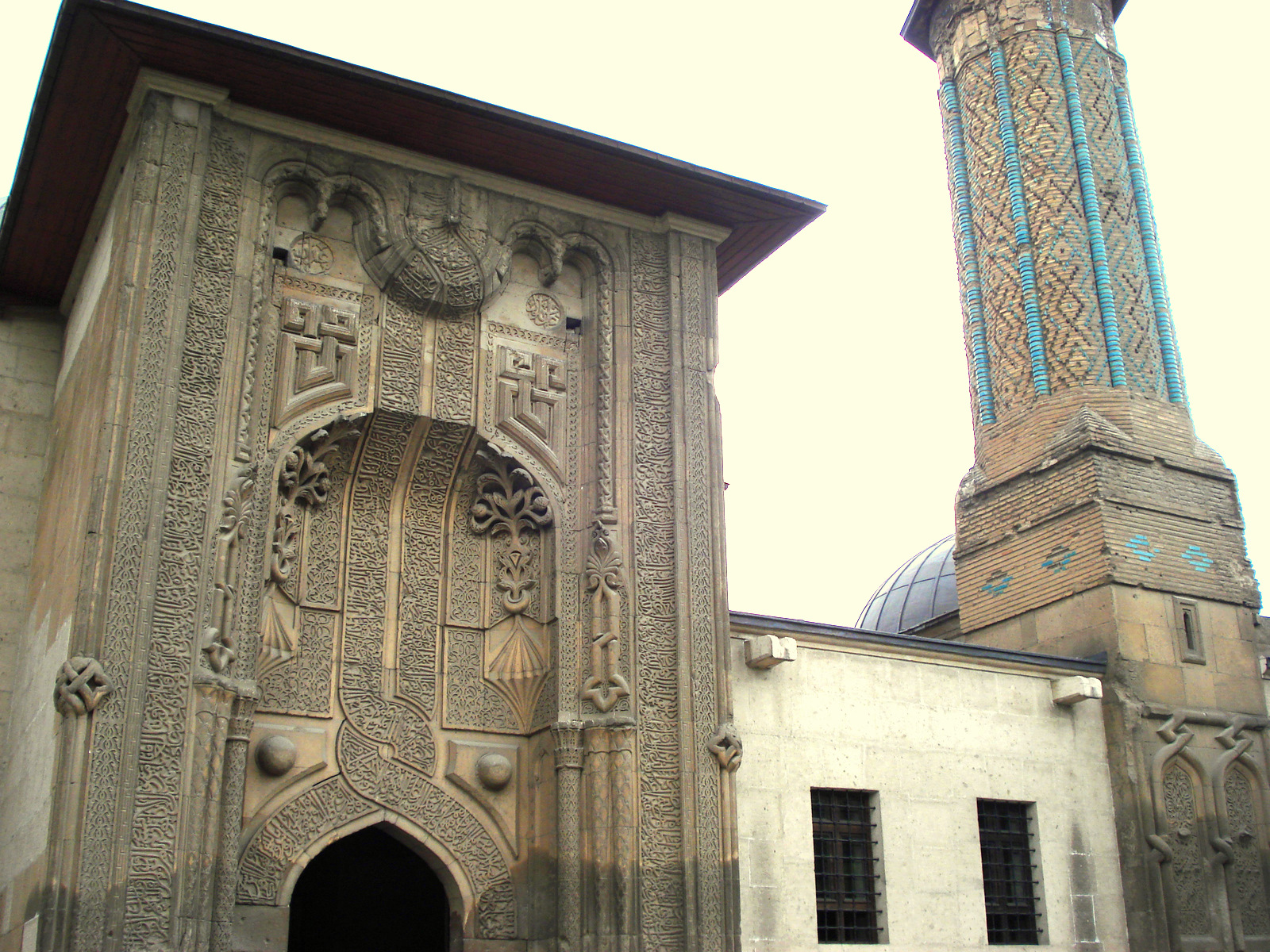
Școală din Konya, Turcia.

Cel mai mare caravanserai este construit în 1229- Sultanhani, aflat pe drumul dintre orașele Konya și Aksaray, lângă turnul Sultanhani, cu o suprafață de 3900 de metri pătrați.

## Dinastia
În ceea ce privește numele sultanilor, există diferite variante în formă și de ortografie, în funcție de preferințele afișate de către o sursă sau alta, fie pentru fidelitatea traducerii din limba persană (variantă influențată de araba scrisă pe care sultanii o utilizau), sau pentru o redare corespunzătoare limbii moderne turcești și ortografiei sale. Unii sultani au avut două nume pe care au ales să le folosească, alternativ, în diverse acte legislative. În timp ce cele două palate construite de Alaeddin Keykubad I purtau numele de Palatul Kubadabad și Palatul Keykubadiye, el a denumit moscheea din Conia: moscheea Alaeddin și orașul port din Alanya pe care l-a cucerit l-a denumit  Alaiye.
| Sultanul                     | Perioada  | Note |
| Kutalmish                    | 1060-1077 | Susținut de Alp Arslan pentru succesiunea la tronul dinastiei marilor selgiuci.                                                |
| Suleiman I bin Kutalmis      | 1077-1086 | Fondatorul sultanatului anatolian selgiuc cu capitala la Iznik                                                                 |
| Kilij Arslan I               | 1092-1107 | Primul sultan din Conia |
| Melikshah                    | 1107-1116 | |
| Masud I                      | 1116-1156 | |
| 'Izz al-Din Kilij Arslan II  | 1156-1192 | |
| Giyath al-Din Kaykhusraw I   | 1192-1196 | Prima domnie |
| Rukn al-Din Suleymanshah II  | 1196-1204 | |
| Kilij Arslan III             | 1204-1205 | |
| Giyath al-Din Kaykhusraw I   | 1205-1211 | A doua domnie |
| 'Izz al-Din Kayka'us I       | 1211-1220 | |
| 'Ala al-Din Kayqubad I       | 1220-1237 | |
| Giyath al-Din Kaykhusraw II  | 1237-1246 | După moartea sa sultanatul s-a divizat după 1260 până când Kilij Arslan IV a rămas singurul conducător și reunifică sultanatul |
| 'Izz al-Din Kayka'us II      | 1246-1260 | |
| Rukn al-Din Kilij Arslan IV  | 1248-1265 | |
| 'Ala al-Din Kayqubad II      | 1249-1257 | |
| Giyath al-Din Kaykhusraw III | 1265-1284 | |
| Giyath al-Din Masud II       | 1284-1296 | Prima domnie |
| 'Ala al-Din Kayqubad III     | 1298-1302 | |
| Giyath al-Din Masud II       | 1303-1308 | A doua domnie |